# ALMS-Saison 2004
Die American Le Mans Series 2004 begann mit dem 12-Stunden-Rennen von Sebring am 20. März 2004 und endete am 16. Oktober 2004 auf dem Mazda Raceway Laguna Seca.

## Ergebnisse

### Rennkalender
Gesamtsieger sind fett hervorgehoben.
| Nr. | Datum         | Rennname / Rennstrecke                                          | Klasse | Team                      | Sieger                                          | Fahrzeug                |
| --- | ------------- | --------------------------------------------------------------- | ------ | ------------------------- | ----------------------------------------------- | ----------------------- |
| 1   | 20. März      | 12-Stunden-Rennen von Sebring Sebring International Raceway     | LMP1   | Audi Sport Team Veloqx    | Frank Biela Allan McNish Pierre Kaffer          | Audi R8                 |
| 1   | 20. März      | 12-Stunden-Rennen von Sebring Sebring International Raceway     | LMP2   | Miracle Motorsports       | Ian James Mike Borkowski John Macaluso          | Lola B2K/40             |
| 1   | 20. März      | 12-Stunden-Rennen von Sebring Sebring International Raceway     | GTS    | Corvette Racing           | Ron Fellows Johnny O’Connell Massimiliano Papis | Chevrolet Corvette C5-R |
| 1   | 20. März      | 12-Stunden-Rennen von Sebring Sebring International Raceway     | GT     | Alex Job Racing           | Sascha Maassen Timo Bernhard                    | Porsche 996 GT3 RS      |
|     |               |                                                                 |        |                           |                                                 |                         |
| 2   | 27. Juni      | 2,45-Stunden-Rennen von Mid-Ohio Mid-Ohio Sports Car Course     | LMP1   | Champion Racing           | JJ Lehto Marco Werner                           | Audi R8                 |
| 2   | 27. Juni      | 2,45-Stunden-Rennen von Mid-Ohio Mid-Ohio Sports Car Course     | LMP2   | Intersport Racing         | Clint Field Robin Liddell                       | Lola B2K/40             |
| 2   | 27. Juni      | 2,45-Stunden-Rennen von Mid-Ohio Mid-Ohio Sports Car Course     | GTS    | Corvette Racing           | Ron Fellows Johnny O’Connell                    | Chevrolet Corvette C5-R |
| 2   | 27. Juni      | 2,45-Stunden-Rennen von Mid-Ohio Mid-Ohio Sports Car Course     | GT     | Flying Lizard Motorsports | Johannes van Overbeek Darren Law                | Porsche 996 GT3 RS      |
|     |               |                                                                 |        |                           |                                                 |                         |
| 3   | 5. Juli       | 2,45-Stunden-Rennen von Lime Rock Lime Rock Park                | LMP1   | Champion Racing           | JJ Lehto Marco Werner                           | Audi R8                 |
| 3   | 5. Juli       | 2,45-Stunden-Rennen von Lime Rock Lime Rock Park                | LMP2   | Miracle Motorsports       | Ian James James Gue                             | Lola B2K/40             |
| 3   | 5. Juli       | 2,45-Stunden-Rennen von Lime Rock Lime Rock Park                | GTS    | Corvette Racing           | Oliver Gavin Olivier Beretta                    | Chevrolet Corvette C5-R |
| 3   | 5. Juli       | 2,45-Stunden-Rennen von Lime Rock Lime Rock Park                | GT     | Risi Competizione         | Ralf Kelleners Anthony Lazzaro                  | Ferrari 360 Modena GTC  |
|     |               |                                                                 |        |                           |                                                 |                         |
| 4   | 18. Juli      | 2,45-Stunden-Rennen von Sonoma Sonoma Raceway                   | LMP1   | Champion Racing           | JJ Lehto Marco Werner                           | Audi R8                 |
| 4   | 18. Juli      | 2,45-Stunden-Rennen von Sonoma Sonoma Raceway                   | LMP2   | Intersport Racing         | Clint Field Robin Lidell Jon Field              | Lola B2K/40             |
| 4   | 18. Juli      | 2,45-Stunden-Rennen von Sonoma Sonoma Raceway                   | GTS    | Corvette Racing           | Ron Fellows Johnny O’Connell                    | Chevrolet Corvette C5-R |
| 4   | 18. Juli      | 2,45-Stunden-Rennen von Sonoma Sonoma Raceway                   | GT     | Alex Job Racing           | Jörg Bergmeister Timo Bernhard                  | Porsche 996 GT3 RS      |
|     |               |                                                                 |        |                           |                                                 |                         |
| 5   | 25. Juli      | 2,45-Stunden-Rennen von Portland Portland International Raceway | LMP1   | Champion Racing           | JJ Lehto Marco Werner                           | Audi R8                 |
| 5   | 25. Juli      | 2,45-Stunden-Rennen von Portland Portland International Raceway | LMP2   | Intersport Racing         | Clint Field Robin Lidell Jon Field              | Lola B2K/40             |
| 5   | 25. Juli      | 2,45-Stunden-Rennen von Portland Portland International Raceway | GTS    | Corvette Racing           | Ron Fellows Johnny O’Connell                    | Chevrolet Corvette C5-R |
| 5   | 25. Juli      | 2,45-Stunden-Rennen von Portland Portland International Raceway | GT     | Alex Job Racing           | Marc Lieb Romain Dumas                          | Porsche 996 GT3 RS      |
|     |               |                                                                 |        |                           |                                                 |                         |
| 6   | 8. August     | 2,45-Stunden-Rennen von Mosport Mosport                         | LMP1   | Dyson Racing              | Butch Leitzinger James Weaver                   | MG-Lola EX257           |
| 6   | 8. August     | 2,45-Stunden-Rennen von Mosport Mosport                         | LMP2   | Intersport Racing         | Clint Field Robin Lidell                        | Lola B2K/40             |
| 6   | 8. August     | 2,45-Stunden-Rennen von Mosport Mosport                         | GTS    | Corvette Racing           | Oliver Gavin Olivier Beretta                    | Chevrolet Corvette C5-R |
| 6   | 8. August     | 2,45-Stunden-Rennen von Mosport Mosport                         | GT     | Alex Job Racing           | Jörg Bergmeister Timo Bernhard                  | Porsche 996 GT3 RS      |
|     |               |                                                                 |        |                           |                                                 |                         |
| 7   | 22. August    | 2,45-Stunden-Rennen von Road America Road America               | LMP1   | Champion Racing           | JJ Lehto Marco Werner                           | Audi R8                 |
| 7   | 22. August    | 2,45-Stunden-Rennen von Road America Road America               | LMP2   | Miracle Motorsports       | Ian James James Gue                             | Courage C65             |
| 7   | 22. August    | 2,45-Stunden-Rennen von Road America Road America               | GTS    | Corvette Racing           | Oliver Gavin Olivier Beretta                    | Chevrolet Corvette C5-R |
| 7   | 22. August    | 2,45-Stunden-Rennen von Road America Road America               | GT     | Alex Job Racing           | Jörg Bergmeister Timo Bernhard                  | Porsche 996 GT3 RS      |
|     |               |                                                                 |        |                           |                                                 |                         |
| 8   | 25. September | Petit Le Mans Road Atlanta                                      | LMP1   | Champion Racing           | JJ Lehto Marco Werner                           | Audi R8                 |
| 8   | 25. September | Petit Le Mans Road Atlanta                                      | LMP2   | Intersport Racing         | Clint Field Robin Lidell Milka Duno             | Lola B2K/40             |
| 8   | 25. September | Petit Le Mans Road Atlanta                                      | GTS    | Corvette Racing           | Oliver Gavin Olivier Beretta Jan Magnussen      | Chevrolet Corvette C5-R |
| 8   | 25. September | Petit Le Mans Road Atlanta                                      | GT     | Alex Job Racing           | Jörg Bergmeister Timo Bernhard Sascha Maassen   | Porsche 996 GT3 RS      |
|     |               |                                                                 |        |                           |                                                 |                         |
| 9   | 16. Oktober   | 4-Stunden-Rennen von Laguna Seca Laguna Seca Raceway            | LMP1   | Champion Racing           | Johnny Herbert Pierre Kaffer                    | Audi R8                 |
| 9   | 16. Oktober   | 4-Stunden-Rennen von Laguna Seca Laguna Seca Raceway            | LMP2   | Intersport Racing         | Clint Field Robin Lidell Rick Sutherland        | Lola B2K/40             |
| 9   | 16. Oktober   | 4-Stunden-Rennen von Laguna Seca Laguna Seca Raceway            | GTS    | Corvette Racing           | Ron Fellows Johnny O’Connell                    | Chevrolet Corvette C5-R |
| 9   | 16. Oktober   | 4-Stunden-Rennen von Laguna Seca Laguna Seca Raceway            | GT     | Alex Job Racing           | Marc Lieb Romain Dumas                          | Porsche 996 GT3 RS      |

## Gesamtsieger
| Klasse | Fahrer                         | Team                | Hersteller | Hersteller | Reifen   |
| Klasse | Fahrer                         | Team                | Chassis    | Motor      | Reifen   |
| ------ | ------------------------------ | ------------------- | ---------- | ---------- | -------- |
| LMP1   | Marco Werner / J.J. Lehto      | Champion Racing     | Audi       | Audi       | Michelin |
| LMP2   | Ian James                      | Miracle Motorsports | Lola Cars  | Nissan AER | Pirelli  |
| GTS    | Ron Fellows / Johnny O’Connell | Corvette Racing     | Chevrolet  | Chevrolet  | Michelin |
| GT     | Timo Bernhard                  | Alex Job Racing     | Porsche    | Porsche    | Michelin |